# عقد 700
عقد 700 هو عقد امتد بين 1 يناير 700 و31 ديسمبر 709 بحسب التقويم الميلادي. سبقه عقد 690 ولحقه عقد 710.

## مواليد
- فيمي (701)
- الإمبراطور شومو (701)
- جعفر الصادق (702)
- نصر بن شبث العقيلي (701)
- حميد بن قحطبة (701)
- الوليد بن يزيد (706)
- إبراهيم الإمام (702)
- عبد الله بن مالك الخزاعي (701)
- عبد الملك بن هشام (701)
- يزيد بن الوليد (701)
- خالد بن يزيد الشيباني (701)

## وفيات
- عبد الملك بن مروان (705)
- أنس بن مالك (709)
- كميل بن زياد (701)
- يعقوب الرهاوي (708)
- فولفرام من سينس (703)
- محمد بن الحنفية (700)
- الأقيبل القيني (704)
- سيسينيوس (708)
- أبو الأبيض العنسي (707)
- وو شتيان (705)
- عمر بن أبي سلمة (703)

## كتب
- Yves Denis Papin (1998). Chronologie de l'histoire ancienne. Lieu de publication non identifié: Éditions Jean-paul Gisserot. ISBN:2-87747-346-5. OCLC:40746926. مؤرشف من الأصل في 2022-03-16.
- موسوعة حضارة العالم (2002) لأحمد محمد عوف.

## روابط خارجية
- تصفح سنة بسنة عقد 700 على موقع onthisday.com
- تصفح سنة بسنة عقد 700 ابتداءً من سنة عقد 700 على موقع المكتبة الوطنية الفرنسية